# أليكس بروس (لاعب كرة قدم بريطاني)
أليكس بروس (بالإنجليزية: Alex Bruce)‏ هو لاعب كرة قدم بريطاني في مركز الهجوم، ولد في 28 أكتوبر 1998 في غيتسهيد في المملكة المتحدة. لعب مع نادي سان أنطونيو.

## وصلات خارجية
- أليكس بروس (لاعب كرة قدم بريطاني) على موقع قاعدة بيانات كرة القدم.إي يو (الإنجليزية)
- أليكس بروس (لاعب كرة قدم بريطاني) على موقع Soccerway.com (الإنجليزية)